# Faro de Green Point (Ciudad del Cabo)
El Faro de Green Point (en inglés: Green Point Lighthouse) es un faro situado en el barrio de Green Point, en la Ciudad del Cabo, Sudáfrica, en la punta noroeste del promontorio que cierra la Bahía de la Mesa. Fue construido e iluminado en 1824 y es el faro más antiguo de Sudáfrica.

## Historia
Diseñado por el ingeniero Herman Scutte, las obras duraron desde 1820 hasta 1824, fecha en la que entró en servicio. En aquel tiempo estaba equipado con una lámpara de Argand alimentada con aceite y una óptica catóptrica de reflectores parabólicos que permitía un alcance de 6 millas náuticas.
En 1865 la torre fue recrecida hasta alcanzar los 16 metros de altura que tiene en la actualidad. En 1929 fue electrificado y su óptica cambiada a una dioptrica de tercer orden adquiriendo la característica que presenta en la actualidad.
Hoy en día la vivienda del farero alberga instalaciones de la Autoridad Nacional de Puertos de Sudáfrica, salas de conferencias y tiendas de recuerdos ya que el faro está abierto al público.

## Características
El faro es una torre de sección rectangular pintada de color blanco y rojo a gruesas franjas diagonales. Emite un destello de luz blanca cada 10 segundos y tiene un alcance de 25 millas náuticas.